# Erebia confusa
Erebia confusa är en fjärilsart som beskrevs av B.C.S Warren 1930. Erebia confusa ingår i släktet Erebia och familjen praktfjärilar. Inga underarter finns listade i Catalogue of Life.